# 帕莱斯特罗
帕莱斯特罗（義大利語：Palestro），是意大利帕维亚省的一个市镇。总面积18平方公里，人口2033人，人口密度112.9人/平方公里（2009年）。国家统计（ISTAT）代码为018107。

## 友好城市
- 義大利蒙特贝洛-德拉巴塔利亚 1984年